# Elizabeth Banks
Elizabeth Banks, właśc. Elizabeth Irene Mitchell (ur. 10 lutego 1974 w Pittsfield w stanie Massachusetts) – amerykańska aktorka filmowa, producentka i reżyserka.
Zasiadała w jury konkursu głównego na 72. MFF w Wenecji (2015).

## Życie prywatne
Jej mężem jest Max Handelman, para ma dwoje dzieci: Magnusa i Felixa.

## Filmografia
| Data | Tytuł                                                                       | Rola               |
| 1998 | Surrender Dorothy                                                           | Vicki              |
| 1999 | Brygada ratunkowa (Third Watch)                                             | Elaine Elchisak    |
| 2000 | Shaft                                                                       | przyjaciółka Treya |
| 2001 | Hoży doktorzy (Scrubs)                                                      | dr Kim Briggs      |
| 2001 | Ordinary Sinner                                                             | Rachel             |
| 2001 | Wet Hot American Summer                                                     | Lindsay            |
| 2002 | Rejs w nieznane (Swept Away)                                                | Debi               |
| 2002 | Złap mnie, jeśli potrafisz (Catch Me if You Can)                            | Lucy               |
| 2002 | Spider-Man                                                                  | Betty Brant        |
| 2003 | Niepokonany Seabiscuit (Seabiscuit)                                         | Marcela Howard     |
| 2003 | The Trade                                                                   | Sioux Sever        |
| 2004 | Spider-Man 2                                                                | Betty Brant        |
| 2005 | Co jest grane (Heights)                                                     | Isabel             |
| 2005 | Trzy siostry (The Sisters)                                                  | Nancy              |
| 2005 | Nieudacznik (The Baxter)                                                    | Caroline           |
| 2005 | 40-letni prawiczek (The 40 Year-Old Virgin)                                 | Beth               |
| 2005 | Daltry Calhoun                                                              | May                |
| 2006 | Vince niepokonany (Invincible)                                              | Janet Cantrell     |
| 2006 | Robale (Slither)                                                            | Starla Grant       |
| 2007 | Spider-Man 3                                                                | Betty Brant        |
| 2007 | Fred Claus, brat świętego Mikołaja (Fred Claus)                             | Charlene           |
| 2008 | Zack i Miri kręcą porno (Zack and Miri Make a Porno)                        | Miri               |
| 2008 | Mów mi Dave (Meet Dave)                                                     | Gina               |
| 2008 | Na pewno, być może (Definitely, Maybe)                                      | Emily              |
| 2008 | Czas Komanczów (Comanche Moon)                                              | Maggie             |
| 2009 | Nieproszeni goście (The Uninvited)                                          | Rachel Summers     |
| 2010 | Dla niej wszystko (The Next Three Days)                                     | Lara Brennan       |
| 2012 | Człowiek na krawędzi (Man on a Ledge)                                       | Lydia Mercer       |
| 2012 | Igrzyska Śmierci (The Hunger Games)                                         | Effie Trinket      |
| 2012 | Jak urodzić i nie zwariować (What to expect when you're expecting)          | Wendy Cooper       |
| 2012 | Pitch Perfect                                                               | Gail               |
| 2012 | Ludzie jak my (People Like Us)                                              | Frankie            |
| 2013 | Igrzyska śmierci: W pierścieniu ognia (The Hunger Games: Catching Fire)     | Effie Trinket      |
| 2014 | Igrzyska śmierci: Kosogłos. Część 1 (The Hunger Games: Mockingjay – Part 1) | Effie Trinket      |
| 2014 | Dzień z życia blondynki (Walk of shame)                                     | Meghan Miles       |
| 2015 | Igrzyska śmierci: Kosogłos. Część 2 (The Hunger Games: Mockingjay – Part 2) | Effie Trinket      |